# Assainissement (Havel)
Pour l’article homonyme, voir Assainissement.
Assainissement (Asanace) est une pièce de théâtre de Václav Havel, de 1988.

## Synopsis
Des architectes qui vivent dans un château sont chargés de rénover une cité ouvrière.
Les habitants de la cité lancent une pétition contre ce projet de rénovation.

## Commentaires
Il s'agit d'une œuvre de contestation du pouvoir communiste en place en Tchécoslovaquie. L'un des personnages d'architectes déclare ainsi : « Notre mission n’est pas de semer la mort au nom des lendemains qui chantent ! »
La pièce date de 1988, un an avant la Révolution de velours qui précipite le changement politique et portera son auteur à la présidence de la République fédérale tchèque et slovaque, puis de la République tchèque.

## Publication
- Tentation (traduction d'Erika Abrams), Gallimard, 1991, Coll. « Le manteau d'Arlequin », 222 p., incluant Assainissement (Asanace, 1987).